# El Puerto de Rancho Nuevo
El Puerto de Rancho Nuevo är en ort i Mexiko.   Den ligger i kommunen Tamasopo och delstaten San Luis Potosí, i den centrala delen av landet, 260 km norr om huvudstaden Mexico City. El Puerto de Rancho Nuevo ligger 1 106 meter över havet och antalet invånare är 138.
Terrängen runt El Puerto de Rancho Nuevo är kuperad. Runt El Puerto de Rancho Nuevo är det ganska glesbefolkat, med 21 invånare per kvadratkilometer. Närmaste större samhälle är Rayón, 17,0 km väster om El Puerto de Rancho Nuevo. I omgivningarna runt El Puerto de Rancho Nuevo växer huvudsakligen savannskog.